# Kelly McKernan
Kelly McKernan, née en 1986, est une artiste américaine.

## Biographie
Le 13 janvier 2023, McKernan, Sarah Andersen et Karla Ortiz ont intenté une action en justice contre Stability AI, Midjourney et DeviantArt pour violation du droit d'auteur, affirmant que les outils d'intelligence artificielle générative utilisés par ces entreprises avaient violé les droits d'auteur de millions d'artistes en s'entraînant sur cinq milliards d'images récupérées sur le Web, sans le consentement des artistes d'origine,,,,.
En 2023, Time Magazine a ajouté McKernan sur sa liste des personnes les plus influentes dans le domaine de l'IA.